# Look Back in Anger (David Bowie)
Look Back in Anger is een nummer van de Britse muzikant David Bowie, geschreven door Bowie en Brian Eno en uitgebracht als de zevende track van zijn album Lodger uit 1979. Daarnaast werd het uitgebracht als de leadsingle van het album in de Verenigde Staten.

## Achtergrond
Bowie's platenlabel RCA Records was niet zeker of Amerika klaar was voor de androgynie van "Boys Keep Swinging", de leadsingle van Lodger in de meeste andere landen. Om deze reden werd "Look Back in Anger" uitgebracht als de eerste single in de Verenigde Staten. Met het nummer "Repetition" van hetzelfde album als B-kant kwam de single niet in de hitlijsten terecht.
Bowie voerde het nummer op tijdens zijn Serious Moonlight Tour en is het openingsnummer van de bijbehorende concertfilm Serious Moonlight. Later zong hij het nummer tijdens de Outside Tour en de Earthling Tour in een heftigere rockversie.

## Videoclip
De videoclip werd geregisseerd door David Mallet en bevat Bowie in een artistieke studio. Dit scenario was gebaseerd op de conclusie van Het portret van Dorian Gray, een boek van Oscar Wilde, als een zelfportret van de hoofdpersoon die knapper wordt terwijl hij zelf fysiek in vervalling raakt.

## Tracklijst
1. "Look Back in Anger" (Bowie/Brian Eno) - 3:08
2. "Repetition" (Bowie) - 2:59

## Muzikanten
- David Bowie: zang, gitaar
- Dennis Davis: drums
- George Murray: basgitaar
- Carlos Alomar: gitaar
- Sean Mayes: piano
- Brian Eno: synthesizer, horse trumpet, eroica hoorn
- Tony Visconti: achtergrondzang